# Moncton Hawks
Die Moncton Hawks waren ein kanadisches Eishockeyfranchise der American Hockey League aus Moncton, New Brunswick. Die Spielstätte der Hawks war das Moncton Coliseum.

## Geschichte
Die Winnipeg Jets aus der National Hockey League erwarben 1987 von den Boston Bruins die Rechte an deren ehemaligem Farmteam aus der American Hockey League, den Boston Braves, die seit 1974 inaktiv waren, und siedelten das Franchise nach Moncton, New Brunswick, um, wo es unter dem Namen Moncton Hawks in der AHL aktiv war. Nachdem die Hawks in ihren ersten sechs Spielzeiten nie über die zweite Playoff-Runde hinauskamen, erreichten sie in der Saison 1993/94 zum ersten und einzigen Mal in der Franchisegeschichte das Finale um den Calder Cup, in dem sie den Portland Pirates mit 2:4-Siegen unterlagen. Nach dieser Saison wurde das Franchise aufgelöst. 
Vor den Moncton Hawks spielten bereits die AHL-Clubs New Brunswick Hawks (1978–1982), Moncton Alpines (1982–1984) und Moncton Golden Flames (1984–1987) in Moncton. Die Lücke, die die Auflösung des Franchise in der Stadt hinterließ, wurde von den Moncton Alpines (1995–1996) und den Moncton Wildcats (seit 1996) aus der Ligue de hockey junior majeur du Québec gefüllt.

## Team-Rekorde

### Karriererekorde
Spiele: 279  Todd Flichel
Tore: 112  Guy Larose
Assists: 104  Brent Hughes
Punkte: 206  Guy Larose
Strafminuten: 913  Brent Hughes